# Leptocerus pekingensis
Leptocerus pekingensis là một loài Trichoptera trong họ Leptoceridae. Chúng phân bố ở miền Cổ bắc.